# Свонси (Илиноис)
Свонси (енгл. Swansea) град је у америчкој савезној држави Илиноис.

## Демографија
По попису из 2010. године број становника је 13.430, што је 2.851 (26,9%) становника више него 2000. године.
| Група             | 2000.         | 2010.          |
| Белци             | 9.201 (87,0%) | 10.349 (77,1%) |
| Афроамериканци    | 909 (8,6%)    | 2.225 (16,6%)  |
| Азијати           | 170 (1,6%)    | 244 (1,8%)     |
| Хиспаноамериканци | 163 (1,5%)    | 309 (2,3%)     |
| Укупно            | 10.579        | 13.430         |